# Parlour game

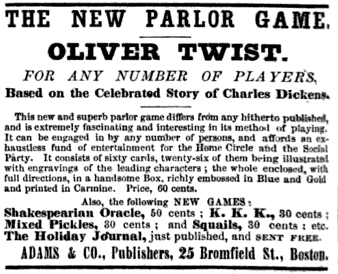
Publicité pour le jeu de salon Oliver Twist (1867).

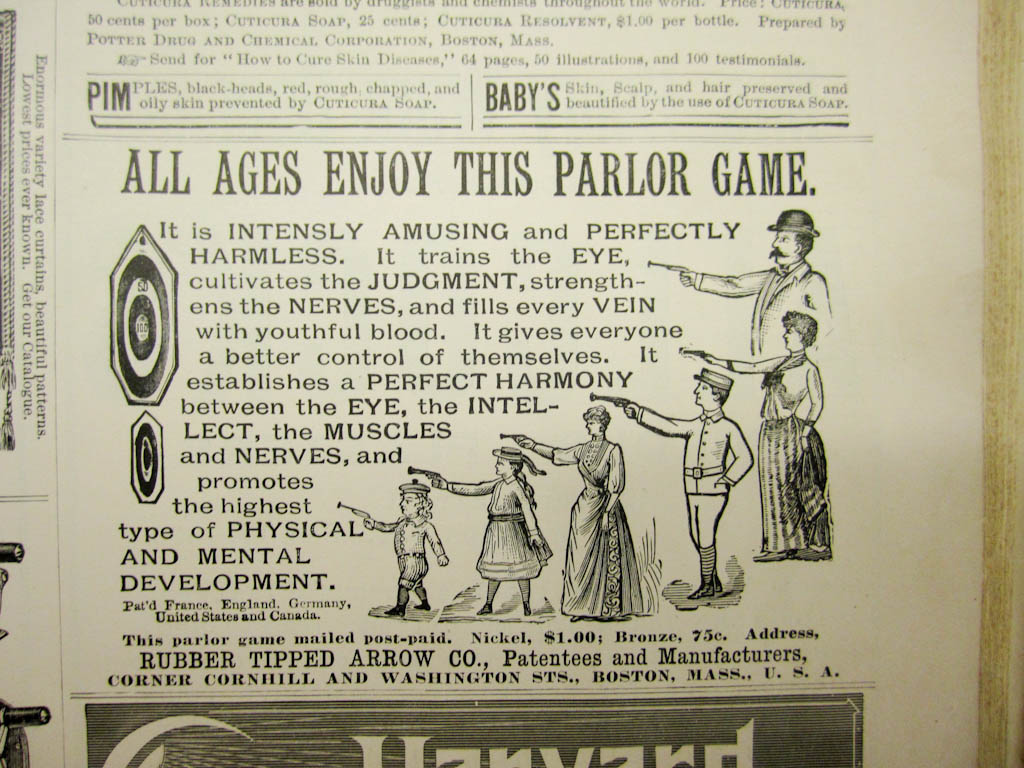
Publicité pour un jeu de salon (vers 1900).

Le terme parlour game (anglais britannique) ou parlor game (anglais des États-Unis) — litt. « jeu de salon » — désigne en anglais un ensemble de jeux de société qui se pratiquent à l'intérieur. Ces jeux étaient très populaires dans les classes moyennes et aisées pendant l'ère victorienne (1837-1901) en Grande-Bretagne et à la même époque aux États-Unis.
Au XIXe siècle, les classes moyennes et aisées avaient plus de temps que les générations précédentes à consacrer aux loisirs, d'où l'invention de nombreux divertissements sous la forme de jeux d'intérieur. Les jeux de société vendus dans des boîtes étaient très appréciés des années 1920 aux années 1960, en particulier aux alentours de Noël. Les parlour games ont ensuite subi la compétition des médias de masse, en particulier de la radio, des cinéma et de la télévision. Malgré leur perte progressive de popularité, on continue à jouer aux parlour games ; certains sont restés identiques à leur forme victorienne, d'autres ont été modernisés.
De nombreux parlour games font appel à la logique (casse-têtes, énigmes) ou à des jeux de mots. D'autres impliquent une action physique, mais de faible intensité (comme le jeu de puces). Certains mettent en œuvre des qualités d'acteur, comme le jeu de charades (un jeu de charades mimées). La plupart ne nécessitent pas de matériel, en dehors de ce que l'on trouve dans un salon. La plupart sont des jeux compétitifs, mais on n'accumule en général pas de score d'une partie à l'autre. Il n'y a en général pas de durée limite, les parties durant jusqu'à ce que les joueurs décident d'y mettre un terme.

## Autre acception
Par analogie, le terme  « parlour game » est parfois utilisé pour accuser un opposant politique de langue de bois.

## Exemples
Quelques exemples de parlour games :
- Are you there Moriarty?
- Carnelli
- Charades (jeu de mime)
- Colin-maillard (Blind man's buff)
- Consequences
- Elephant's foot umbrella stand
- Fictionary (jeu du dictionnaire)
- Hunt the Thimble
- Hyakumonogatari Kaidankai
- Mafia
- The Minister's Cat
- Six Degrees of Kevin Bacon
- Snap-dragon
- Squeak Piggy Squeak
- Tiddlywinks (jeu de puces)
- Twenty questions
- Wink Murder